# Skener

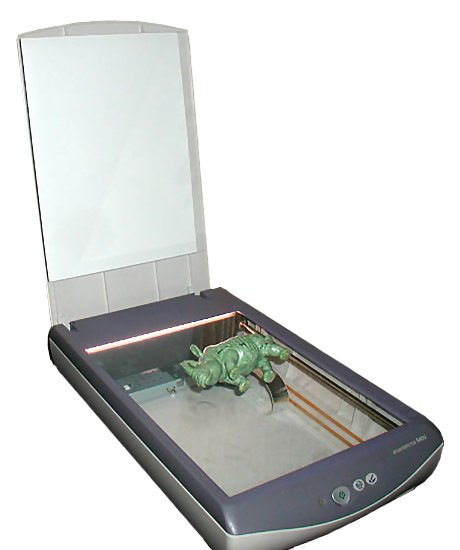
Stolní skener, 2D - plošný

Skener, popř. scanner (anglicky scanner, výslovnost [skenə], původní význam snímač) je hardwarové vstupní zařízení připojené k počítači, které umožňuje převedení fyzické 2D nebo 3D předlohy do digitální podoby (digitální fotografie, resp. naskenovaného dokumentu, zkráceně sken nebo scan). Digitalizaci dokumentu zajišťuje skenovací program ve spolupráci se skenerem. Skener rovnoměrně osvětlí předlohu (zářivka nebo LED osvětlení) a digitalizuje ji pomocí CCD nebo CIS sensoru, nejkvalitnější zařízení používají fotomultiplikátor. Pro stejnou úlohu lze využít digitální fotoaparát, který však způsobuje zkreslení, odrazy, stíny, nízký kontrast a rozostření, což může být částečně vyřešeno pomocí speciálních softwarových aplikací.

## Historie
První digitální obrázek vznikl v roce 1957 jako černobílý sken části fotografie s obličejem malého dítěte, který vytvořil Russell Kirsch na počítači SEAC ve výpočetním středisku dnešního Národního institutu standardů a technologií (NIST, tehdy U.S. National Bureau of Standards). Protože byl SEAC elektronkový počítač a měl operační paměť velkou pouze 3 072 bajtů, měl obrázek obličeje Kirschova syna Waldena jen 176 krát 176 pixelů. Kirsch tím položil základy digitální fotografie, satelitní fotografie, počítačové tomografie (CT) pro zobrazování vnitřku lidského těla, virtuální realitu a dalších počítačových technologií pracujících s obrazem.

## Dělení skenerů podle konstrukce

### Dělení skenerů dle technologie
Neviditelné záření (invisible radiation) a LED osvětlení

### Čtečky čárových kódů
Dělí se na 1D a 2D podle typu čárového kódu. Využívají paprsku laseru nebo laserové diody. Mohou být ruční (tzv. „pistole“), nebo zabudované (např. v pokladnách).

### Ruční (hand-held)
Tímto skenerem je nutno ručně přejíždět po snímané předloze. Nevýhodou je malá kvalita nasnímaného obrazu způsobená jak nízkým rozlišením snímače, tak nutností přesného ovládání ze strany uživatele. Používá se tam, kde je třeba rychle snímat malé plochy, případně při nemožnosti umístění předlohy do stolního skeneru. Dnes téměř vymizel vzhledem k masivnímu rozšíření stolního typu.

### Stolní (flatbed)
Předloha se pokládá na sklo, pod nímž projíždí strojově ovládané snímací rameno, princip je tedy podobný jako u kopírky. Dnes jsou už velmi levné (od cca 1000 Kč) a proto se staly naprosto běžnou součástí všech domácností. Nevýhodou je zejména možnost snímání jen relativně tenkých předloh. Velkoformátové skenery jsou schopné snímat předlohu po sloupcích. Dražší modely často snímají pomocí přídavných nástavců také diapozitivy a negativy.
U stolních skenerů se můžeme setkat se dvěma technologiemi skenování: 

#### CCD (Charge-coupled Device)
Skenovaný dokument je postupně osvícen katodovou lampou. Spolu s ní putuje nad dokumentem soustava zrcadel, čoček a CCD snímač. Světlo je přitom s pomocí zrcadel a čoček odraženo do CCD snímače, který disponuje třemi řádky. Každý z těchto řádků je citlivý na jinou barevnou složku modelu RGB. Jednotka CCD přitom převede světlo podle jeho intenzity na signál, který se pomocí převodníku přepočítá do digitální podoby.

#### CIS (Contact Image Sensor)
U této technologie nasvítí dokument tři LED diody v barvách červená, zelená, modrá (RGB). Tyto diody se nachází vedle snímače CIS, který disponuje pouze jedním snímačem bez zrcadel a čoček. Převod funguje stejně jako u technologie CCD.

### Bubnové (drum)
Předloha je nalepena na rotujícím válci a je snímána paprskem. Pro sejmutí obrázku postačí jedna fotodioda, která snímá jeden bod. Nejprve se přečte jeden „sloupec“ (tj. jedna otáčka bubnu), pak se fotodioda posune o jeden sloupec vedle, až je postupně sejmut celý povrch bubnu. Nevýhodou bubnového skeneru je vysoká cena, a proto jsou využívány zejména pro snímání velmi velkých předloh, případně tam, kde je potřeba velice vysoká kvalita výsledku (např. z předlohy – diapozitivu je potřeba vytisknout plakát rozměru A2). Tato technologie je zároveň nejstarší.

### Filmové
Slouží pro snímání jednotlivých políček filmu. Vzhledem ke svému specifickému účelu jsou vesměs používány pouze profesionálně.
Např. systém Flextight a High-End skener Hasselblad Flextight X5.

### 3D
Nová technologie umožňující pomocí laserových paprsků nasnímat i trojrozměrný objekt. Velice nákladná technologie pouze pro profesionální využití. Skenování 3D objektů může probíhat bez jejich poškození s pomocí zařízení pracujícím na principu rentgenových paprsků či magnetické rezonance, či díky frézování modelu na tenké vrstvy, které jsou následně naskenovány.

## Parametry skenerů

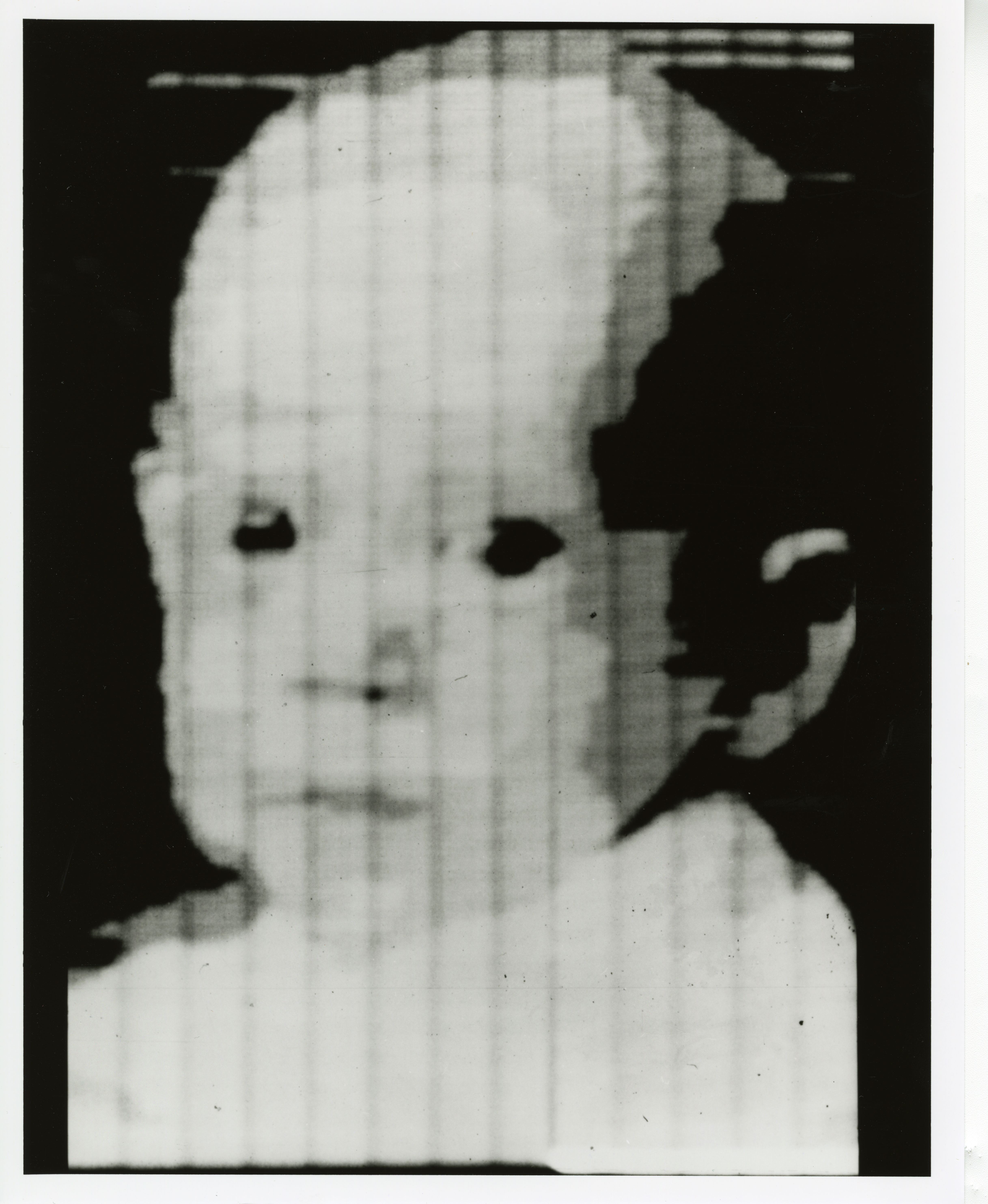
První fotografie naskenovaná do počítače, 1957

### Barevná hloubka
Udává množství odstínů barev, které je schopen skener nasnímat. Dříve obvyklou barevnou hloubkou je 24 bitů (8 bitů na každý barevný kanál), což znamená možnost záznamu v 16 777 216 odstínů. U současných přístrojů dosahuje barevná hloubka nejčastěji 48 bitů (16 bitů na kanál) (281 474 976 710 655 odstínů).

### Rozlišení obrazu
Udává se obvykle v DPI (počet tiskových bodů na palec) a znamená jemnost snímacího rastru a potažmo s tím spojenou datovou velikost výsledného obrazu. S větším rozlišením se tato velikost zvyšuje. Rozděluje se na hardwarové (ovlivněné vlastní optickou sestavou a snímačem) a softwarové (ovlivněné ovladačem), které je vždy vyšší (zpravidla dvojnásobně), ale kvalita už může být kolísavá. Pro některé účely je příliš velké rozlišení zbytečné. Dnes používaná rozlišení se pohybují mezi 1 200 a 5 900 DPI.

### Maximální velikost snímané předlohy
Čtečky a filmové skenery jsou jednotné – snímají standardní čárové kódy, resp. standardní filmové pásy. Ruční skenery zvládají (potenciálně) nekonečný pruh o šířce do cca 210 mm, stolní modely bývají do formátu A3.

### Denzita
Denzita je dekadickým logaritmem opacity {\displaystyle D=log\ O}, kde D je denzita a O opacita. V případě skenerů, které snímají odrazem světla od předlohy je opacita poměrem intenzity dopadajícího světla ku intenzitě odraženého světla.
Udávají se 2 hodnoty denzity:
- maximální denzita Dmax. Dmax udává maximální rozlišitelnou hodnotu denzity. V praxi se význam této hodnoty vysvětluje na snímání černé plochy s jemnou tmavou kresbou. Tam kde skenery s vysokou hodnotou Dmax ještě sejmou kresbu, levné skenery s nízkou hodnotou Dmax (např. 1D či 2D) sejmou jen jednolitou černou plochu.
- dynamický rozsah denzit (Dmax-Dmin). V podstatě se jedná o rozsah denzit, které je skener schopen sejmout.

## Digital ICE
Digital ICE je technologie odstraňující kombinací softwarových a hardwarových prostředků prach a škrábance při digitalizaci průhledných předloh (pozitivních a negativních filmů).

## Rozpoznání textu
Optické rozpoznávání znaků je metoda, která pomocí skeneru umožňuje digitalizaci tištěných textů, s nimiž pak lze pracovat jako s normálním počítačovým textem. Například OCRopus a Adobe Acrobat